# Scotty McGee
(en) Statistiques sur pro-football-reference
Scotty McGee (né le 4 décembre 1986 à Virginia Beach) est un joueur américain de football américain. Il joue actuellement avec les Jaguars de Jacksonville.

## Carrière

### Université
McGee fait ses études à l'université James Madison.

### Professionnel
Scotty McGee est sélectionné au sixième tour du draft de la NFL de 2010 par les Jaguars de Jacksonville au 203e choix. Il fait ses débuts en professionnel lors de la saison 2010 mais se blesse et mis sur la liste des blessés. McGee ne joue aucun match de la saison 2010 et est libéré, après la pré-saison 2011.